# Gochas
Infobox Gemeinde in Namibia – Bitte den veralteten Parameter Stadtverwaltung entfernen
Gochas ist ein Dorf in Namibia mit 1868 (Stand 2023) Einwohnern, rund 100 km östlich von Gibeon und 50 km östlich von Witbooisvlei. Gochas liegt auf 1139 m am Ufer des Auob-Rivier das hier – im Gegensatz zum Umland von Gochas und den westlichen Ausläufern der Kalahari – relativ fruchtbar ist.
Gochas ist Kreuzungspunkt der Hauptstraße C18 und C15 und besitzt einen Flugplatz sowie eine Klinik. Das Dorf ist zudem katholische Pfarrgemeinde im Bistum Keetmanshoop und Sitz der Epiphany Congregation im Kirchenkreis Mariental der Evangelisch-Lutherischen Kirche in der Republik Namibia.
In Gochas befand sich von 1904 bis 1914 die Garnison der Kamelreiter der Schutztruppe des damaligen Deutsch-Südwestafrika. Hierfür wurde die Feste Gochas errichtet.

## Kommunalpolitik
Bei den Kommunalwahlen 2020 wurde folgendes amtliche Endergebnis ermittelt.
| Partei | Stimmen | Sitze |
| ------ | ------- | ----- |
| LPM    | 347     | 3     |
| SWAPO  | 147     | 1     |
| IPC    | 108     | 1     |

## Bildungseinrichtungen
- Gochas Primary School
- N. Matschuana Primary School